# Jaworzynka
liên_kết=| Về âm thanh này Jaworzynkaⓘ là một ngôi làng ở Gmina Istebna, huyện Cieszyn ở Silesian Voivodeship, ở miền nam Ba Lan. Ngôi làng nằm ở dãy núi Beskid Śląski, gần biên giới với Cộng hòa Séc và Slovakia, trong khu vực lịch sử của Cieszyn Silesia.
Tên của ngôi làng có nguồn gốc địa hình và có nguồn gốc từ cây sycamore (tiếng Ba Lan: jawor) và là một dạng nhỏ của jaworzyna.

## Lịch sử
Ngôi làng được đề cập lần đầu tiên vào năm 1621 với tên Jaworzinka. Sau đó, nó thuộc về Lãnh địa Teschen, một khoản phí của Vương quốc Bohemia và một phần của Vương quốc Habsburg.
Sau các cuộc cách mạng năm 1848 tại Đế quốc Áo, một khu vực tự trị hiện đại đã được thành lập lại tại Silesia của Áo. Ngôi làng với tư cách là một đô thị đã được đăng ký vào khu chính trị của Cieszyn và khu vực hợp pháp của Jablunkov. Theo các cuộc điều tra được tiến hành vào năm 1880, 1890, 1900 và 1910, dân số của đô thị đã tăng từ 1.369 vào năm 1880 lên 1.642 vào năm 1910 với phần lớn là người nói tiếng Ba Lan bản địa (từ 99,4% đến 99,9%) đi kèm với người nói tiếng Đức (tại hầu hết 8 hoặc 0,6% vào năm 1890) và những người nói tiếng Séc (nhiều nhất là 6 hoặc 0,4% vào năm 1910). Về mặt tôn giáo vào năm 1910, phần lớn là người Công giáo La Mã (98,9%), tiếp theo là người Tin lành (19 hoặc 1,1%). Ngôi làng cũng có truyền thống của người Silesian Gorals, nói tiếng địa phương Jablunkov.
Sau Thế chiến I, sự sụp đổ của Áo-Hung, Chiến tranh Tiệp Khắc Ba Lan và sự phân chia của Cieszyn Silesia vào năm 1920, nó đã trở thành một phần của Ba Lan và được chuyển đến Huyện Cieszyn. Năm 1924, một phần của ngôi làng được tách ra khỏi Jaworzynka và thành lập một ngôi làng mới, Hrčava, chuyển đến Tiệp Khắc. Jaworzynka sau đó bị Đức Quốc xã thôn tính vào đầu Thế chiến II. Sau chiến tranh, nó đã được khôi phục lại Ba Lan.